# Eternals (película)
Eternals es una película de superhéroes basada en la raza de Marvel Comics del mismo nombre. Producida por Marvel Studios y distribuida por Walt Disney Studios Motion Pictures, es la película número 26 del Universo cinematográfico de Marvel (UCM). La película fue dirigida por Chloé Zhao, quien escribió el guion con Patrick Burleigh, Ryan Firpo y Kaz Firpo. Está protagonizada por un elenco que incluye a Gemma Chan, Richard Madden, Kumail Nanjiani, Lia McHugh, Brian Tyree Henry, Lauren Ridloff, Barry Keoghan, Don Lee, Kit Harington, Salma Hayek, y Angelina Jolie. En la película, los Eternos, una raza alienígena inmortal, emergen de su escondite después de miles de años para proteger a la Tierra de sus contrapartes malvadas, los Desviantes.
En abril de 2018, el presidente de Marvel Studios, Kevin Feige, anunció que una película basada en los Eternos estaba en desarrollo y exploraría al grupo como alienígenas antiguos que viven a lo largo de la historia de la humanidad. Ryan y Kaz Firpo fueron contratados para escribir el guion, y Zhao programada para dirigir en septiembre. Se le dio una importante libertad creativa para reescribir el guion, inspirándose especialmente en las películas de Terrence Malick y utilizar más ubicaciones e iluminación natural que las películas anteriores del MCU. El casting comenzó a principios de 2019 y Burleigh se unió para trabajar en el guion antes de fotografía principal, que tuvo lugar de julio de 2019 a febrero de 2020 en Pinewood Studios y en locaciones de Inglaterra y las Islas Canarias.
Eternals se estrenó en el Dolby Theatre en Hollywood, Los Ángeles, el 18 de octubre de 2021 y en el resto de Estados Unidos el 5 de noviembre, como parte de la Fase Cuatro del UCM. La película ha recaudado $402 millones de dólares en todo el mundo y recibió algunos premios y nominaciones, pero también se convirtió en la primera película del MCU que no recibió críticas generalmente positivas. Se criticó especialmente el guion y el ritmo, y los comentaristas sintieron que no estaba a la altura del trabajo anterior de Zhao ni de las películas anteriores del MCU. Recibió algunos elogios por sus temas y efectos visuales.

## Argumento
En el inicio... antes de las seis Singularidades y del amanecer de la creación, vinieron los Celestiales. Arishem, el Primer Celestial, creó el primer sol y trajo la luz al universo. La vida comenzó y prosperó. Todo estaba en equilibrio.

Hasta que una especie antinatural de depredadores surgió del espacio profundo para alimentarse de la vida inteligente - eran conocidos como Desviantes. El universo se sumió en el caos.

Para restaurar el orden natural, Arishem envió a los Eternos - héroes inmortales del planeta Olimpia - para eliminar a los Desviantes. Los Eternos tenían una fe inquebrantable en Arishem hasta que una misión, liderada por la Suprema Eterna, Ajak, lo cambió todo.
Texto inicial de Eternals.

En el año 5000 a. C., diez seres superpoderosos, conocidos como Eternos—Ajak, Sersi, Ikaris, Kingo, Sprite, Phastos, Makkari, Druig, Gilgamesh y Thena—son enviados a la Tierra por el Celestial Arishem, en la nave espacial, Domo. Se les encarga exterminar entidades invasoras conocidas como Desviantes. A lo largo de milenios, protegen a la humanidad de los desviantes, pero no se les permite interferir en los asuntos humanos. Los últimos Deviants aparentemente son asesinados en 1521, cuando las opiniones del grupo difieren sobre su relación continua con la humanidad. Durante los siguientes quinientos años, en su mayoría viven separados, esperando las órdenes de Arishem.
En el presente, Sersi y Sprite viven juntas en Londres. Después de que la pareja de Sersi, Ikaris, la dejara siglos antes sin explicación, ella ahora está en una relación con el humano Dane Whitman, que trabaja en el Museo de Historia Natural. Cuando el trío es atacado por el Desviante Kro, llega Ikaris y ahuyenta a la criatura. Los tres Eternos viajan a Dakota del Sur para reunirse con su líder, Ajak, solo para encontrarla muerta. Sersi es elegida póstumamente por Ajak como su sucesora, lo que le otorga la capacidad de comunicarse con Arishem.
Sersi se entera de que la misión de los Eternos era en realidad preparar la Tierra para "El Surgimiento" de un nuevo Celestial. Arishem explica que, durante millones de años, ha estado plantando semillas Celestiales dentro de planetas donde la energía de grandes poblaciones permite que nazcan nuevos Celestiales. Los Desviantes fueron enviados a destruir los superdepredadores de cada planeta para asegurar el desarrollo de vida inteligente, pero cuando evolucionaron y comenzaron a cazar a las poblaciones nativas de los planetas, Arishem creó a los Eternos para contrarrestarlos. Con el reciente fin del Blip restaurando la población de la Tierra, la humanidad ha alcanzado el tamaño necesario para permitir que el Celestial, Tiamut naciera, lo que resultaría en la destrucción de la Tierra.
Con la esperanza de retrasar El Surgimiento, los Eternos se vuelven a reunir. En la residencia de Druig en la selva amazónica, son atacados por los Desviantes. Los matan a todos excepto a Kro, que mata a Gilgamesh antes de huir. Phastos propone que usen la Uni-Mente, una conexión entre todos los Eternos que le daría a Druig suficiente poder para poner a dormir a Tiamut con sus habilidades de control mental. Sin embargo, Ikaris es leal a Arishem y se niega a ayudar a detener el Surgimiento. Él revela que Ajak quería detener el Surgimiento y salvar a la humanidad, por lo que la llevó a los Deviants y les permitió matarla. Sprite se une a Ikaris debido a su amor no correspondido por él, mientras que Kingo decide irse.
Makkari localiza el lugar de la Emergencia, un volcán activo en el Océano Índico, donde Ikaris y Sprite intentan detenerlos. Druig noquea a Sprite y Phastos frena a Ikaris. Kro llega y es asesinado por Thena. Druig no puede poner a dormir a Tiamut y Sersi, en cambio, intenta convertirlo en mármol. Ikaris se libera de sus ataduras y va a matar a Sersi, pero es incapaz de hacerlo debido a su amor por ella. Tanto él como Sprite se unen a los demás en Uni-Mente, y Sersi gana suficiente poder para convertir a Tiamut en mármol. Lleno de culpa, Ikaris vuela hacia el sol. Sersi usa la energía restante de Uni-Mind para convertir a Sprite en humana, poniendo fin a su estado infantil permanente.
Thena, Druig y Makkari parten en el Domo para encontrar a los Eternos en otros planetas y advertirles de los Surgimiento mientras Sersi, Phastos y Kingo permanecen en la Tierra. Whitman profesa su amor por Sersi y está a punto de revelar un secreto sobre su historia familiar cuando ella, Phastos y Kingo son llevados al espacio por Arishem. Disgustado con su traición, Arishem dice que perdonará a la humanidad si los recuerdos de los Eternos muestran que los humanos son dignos de vivir. Él promete regresar para el juicio y se lleva al trío con él a una singularidad.
En una escena a mitad de los créditos, Thena, Makkari y Druig se reúnen con el Eterno, Eros y su ayudante Pip el Troll En una escena poscréditos, una persona no visible cuestiona si Whitman está listo para empuñar la Espada Ébano.

## Reparto

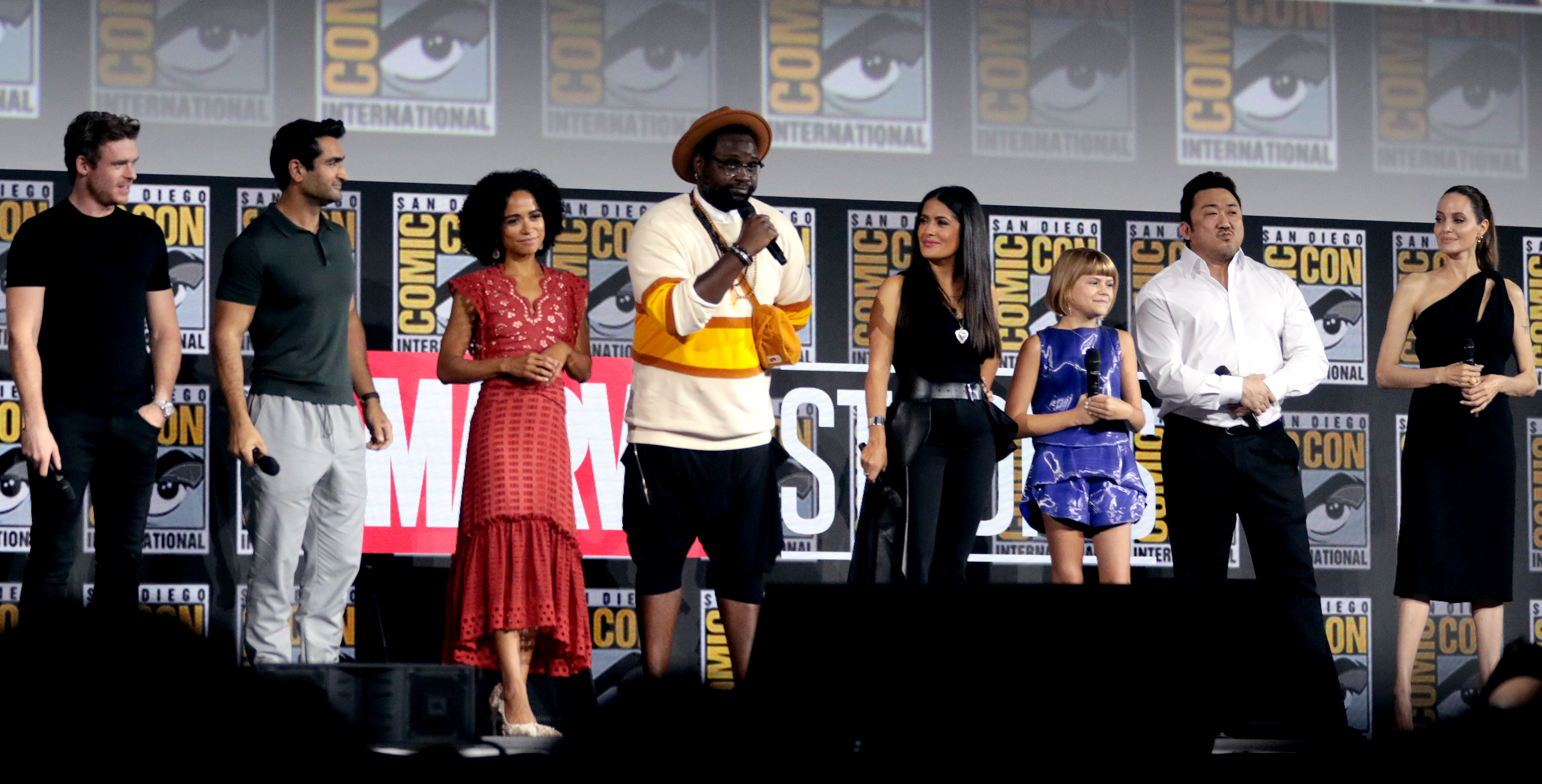
El elenco de Eternals en la San Diego Comic-Con de 2019. De izquierda a derecha: Madden, Nanjiani, Ridloff, Henry, Hayek, McHugh, Lee y Jolie.

- Gemma Chan como Sersi:
Una Eterna empática con una fuerte conexión con la humanidad y la Tierra, que puede manipular y transformar la materia a través del contacto físico. Sersi ha estado enamorada de Ikaris durante siglos y tiene una fuerte conexión con Sprite. En la actualidad, ella es una conservadora de un museo en la Tierra y sale con Dane Whitman.[8][9] El productor Kevin Feige dijo que Sersi era el personaje principal de la película.[10] La directora Chloé Zhao dijo que ella y Chan estaban interesados en crear el tipo de superhéroe femenina con matices que sentían que rara vez se veía en el género, y Zhao sintió que Chan había imbuido al personaje con gentileza, compasión y vulnerabilidad" que "haría que los espectadores repensasen lo que significa ser un héroe".[8] Chan dijo que Sersi tenía un espíritu libre y le encantaba estar rodeada de humanos.[11]
- Richard Madden como Ikaris:
Un poderoso Eterno que puede volar y proyectar rayos de energía cósmica desde sus ojos.[11] Hablando de la relación entre Ikaris y Sersi, Madden dijo que el hecho de que se hubieran amado durante siglos mostraba un "profundo nivel de romance" entre los dos. Están en lados opuestos en cuanto a cómo los Eternos se conectan con el mundo: Sersi tiene compasión por los humanos mientras que Ikaris está más desconectado.[9][11] La mayor lucha para Madden fue mostrando que Ikaris ha "visto todo y hecho todo" sin que el personaje parezca aburrido.[11] La interpretación de Zhao de Ikaris fue influenciada por la interpretación del director Zack Snyder de Superman en El hombre de acero (2013), que "dejó una fuerte impresión" en ella por su enfoque "auténtico y muy real".[12]
- Kumail Nanjiani como Kingo:
Un Eterno que puede crear proyectiles de energía cósmica. Enamorado de la fama, Kingo se convierte en una popular estrella de cine de Bollywood para integrarse en la Tierra.[9][13] Nanjiani combinar la actitud bromista de John McClane de la serie de películas Die Hard con el aspecto del actor de Bollywood, Hrithik Roshan,[14] y también estudió películas de Errol Flynn y algunas de las películas de El Zorro originales para ayudar a emular a las "estrellas de Hollywood de la vieja escuela cuyos personajes realmente disfrutaban peleando". Nanjiani, que no es bailarín, creció viendo secuencias de danza de Bollywood y pasó varios meses entrenando para la secuencia de la película con la esperanza de capturar la misma energía y alegría.[11] También se sometió a un riguroso entrenamiento físico para desarrollar músculos para su papel.[15]
- Lia McHugh como Sprite:
Una eterna que puede proyectar ilusiones realistas. Sprite está en un estado infantil permanente, apareciendo como una niña a pesar de tener miles de años. La película explora sus luchas con esto,[9] incluidos sus celos hacia los humanos que pueden envejecer, conocer el amor y tener familias.[16] Tiene un amor no correspondido por Ikaris que Kingo compara con el de Tinker Bell por Peter Pan. De manera similar, la miniserie de cómics Eternals de 2006 de Neil Gaiman y John Romita Jr. comparó a Sprite con el Peter Pan que nunca envejece y les dio cabello corto y rojo similar, que también usa la película. La película termina con Sprite convirtiéndose en humana y siendo capaz de envejecer.[17]
- Brian Tyree Henry como Phastos:
Un Eterno e inteligente inventor de armas y tecnología.[11] Es el primer superhéroe en ser representado como gay en una película del UCM.[18]
- Lauren Ridloff como Makkari:
Una Eterna que posee los poderes de supervelocidad. El personaje es el primer superhéroe sordo en el UCM.[11] Después de comenzar a correr más anticipándose al papel, pasó a desarrollar músculos para tener "la simetría de alguien que parece un velocista".[11]
- Barry Keoghan como Druig: Un Eterno distante que se frustra con la inacción de los otros Eternos en los asuntos humanos. Puede manipular la mente de los demás.[11]
- Ma Dong-seok (Don Lee) como Gilgamesh:
El Eterno más fuerte, con una profunda conexión con Thena.[11] Lee persiguió el papel para ser una inspiración para la generación más joven como el primer superhéroe coreano, y pudo utilizar su entrenamiento de boxeo para el papel.[9]
- Kit Harington como Dane Whitman: Un humano descendiente de un linaje de poderosos caballeros portadores de una poderosa espada que trabaja en el Museo de Historia Natural de Londres y está saliendo con Sersi.[9][19]
- Salma Hayek como Ajak:
La líder sabia y espiritual de los Eternos, que tiene la capacidad de curar y es el "puente" entre los Eternos y los Celestiales.[11] Cambiar el personaje de un hombre en los cómics permitió a Hayek apoyarse en la feminidad de Ajak y convertirla en la "figura materna" de los Eternos.[11] Hayek inicialmente dudaba en trabajar con Marvel, asumiendo que tendría un papel secundario o de "abuela".[9]
- Angelina Jolie como Thena:
Una Eterna guerrera de élite, que puede formar cualquier arma a partir de la energía cósmica y desarrolla un vínculo estrecho con Gilgamesh a lo largo de los siglos.[9][11] Ella también sufre de una condición psicológica llamada Mahd Wy'ry.[20] Jolie entrenó con varias espadas, lanzas y bastones para el papel, además de practicar ballet.[9]

Además, Bill Skarsgård proporciona la voz de Kro, uno de los Deviants, y David Kaye presta su voz para el Celestial, Arishem. Harish Patel aparece como Karun, el ayudante de Kingo, Haaz Sleiman y Esai Daniel Cross interpretan a Ben, el marido de Phastos, y su hijo Jack; y Zain Al Rafeea interpreta a un aldeano que se encuentra con los Eternos a su llegada a la Tierra. Harry Styles aparece en la escena a mitad de créditos como Eros, hermano del personaje del MCU, Thanos, junto con Patton Oswalt como el asistente de Eros, Pip. Mahershala Ali tiene un cameo de solo voz como Blade en la escena poscréditos, antes de protagonizar su propia película.

## Producción

### Desarrollo
En abril de 2015, Marvel Television estaba trabajando con el guionista John Ridley para crear una nueva serie de televisión para ABC, "reinventando" un personaje o propiedad existente de Marvel. que se reveló años más tarde como los Eternos. A través de su desarrollo, que finalmente había "fracasado" por el plegado de Marvel Television en diciembre de 2019, Ridley estaba tratando de hacer que la serie hiciera algo que los espectadores no necesariamente habían visto antes en una serie de televisión de superhéroes, con la esperanza de que ocupara "un espacio que actualmente no está siendo ocupado" por Marvel. Su acercamiento a los personajes habría sido "una historia realmente extraña", aunque reconoció que los personajes son "una propiedad realmente difícil" de adaptarse y sintió que si bien creía que su serie habría sido buena, es posible que no haya sido entretenida para todos.
El presidente de Marvel Studios, Kevin Feige, declaró en abril de 2018 que el estudio estaba desarrollando activamente una película basada en la serie de cómics de los Eternos, de Marvel Comics, creados por Jack Kirby, para estrenar como parte de su lista de películas de la Fase Cuatro. Marvel Studios se había reunido con varios guionistas y tenía la intención de centrarse en el personaje de Sersi. Marvel eligió a Ryan y Kaz Firpo para que escribieran el guion un mes después, con un borrador que incluía una historia de amor entre los personajes Sersi e Ikaris. En junio, Feige dijo que Marvel estaba interesado en explorar el "tipo de ciencia ficción de extraterrestres antiguos", haciendo que los Eternos fueran la inspiración para los mitos y leyendas a lo largo de la historia del Universo cinematográfico de Marvel (UCM).

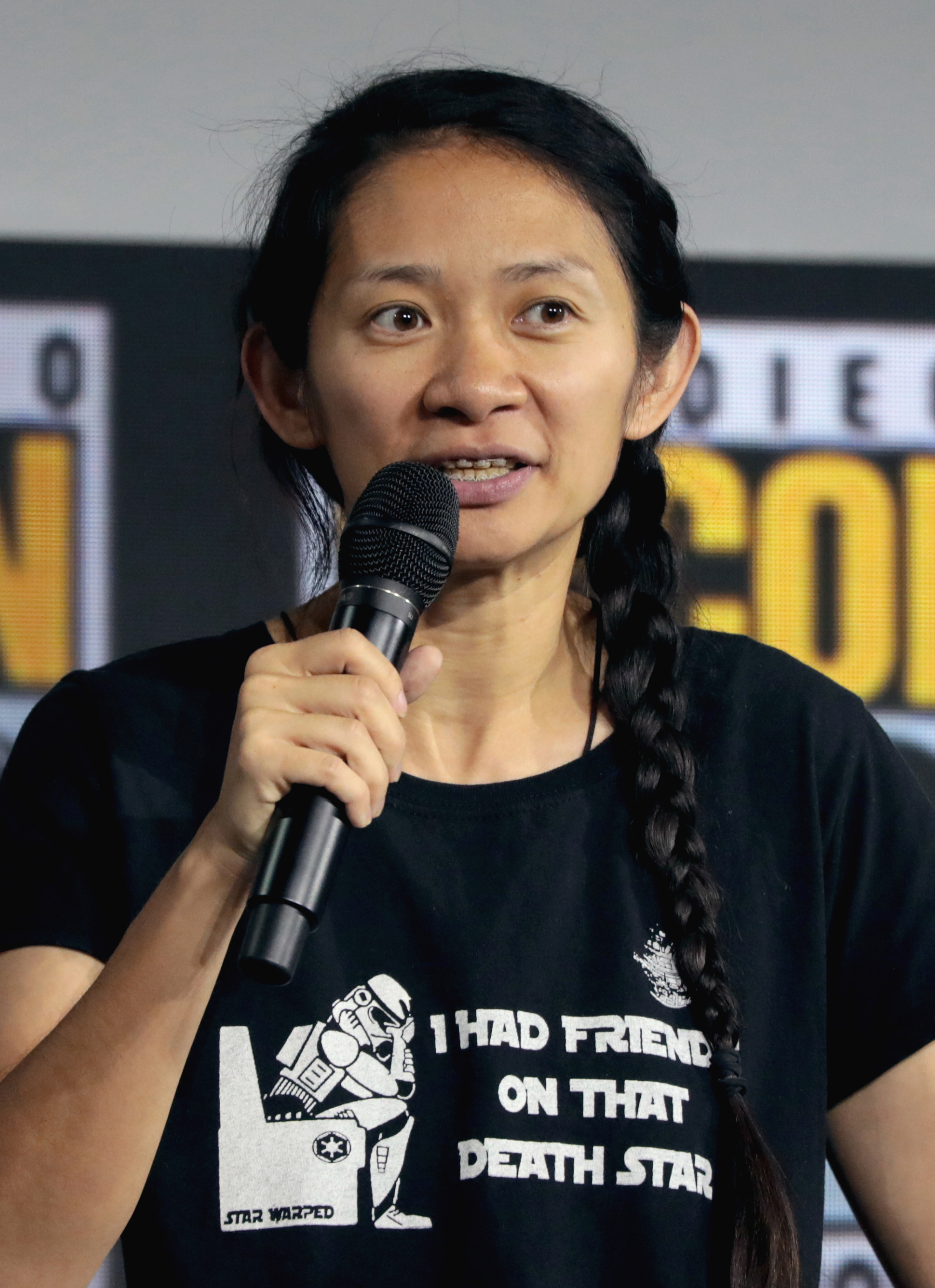
La directora Chloé Zhao promocionando Eternals en la San Diego Comic-Con de 2019

A fines de agosto de ese año, la búsqueda del director de Marvel para Eternals se redujo a una lista corta que incluía a Chloé Zhao, quien también había estado en la carrera para dirigir Black Widow (2021) de Marvel, Nicole Kassell, Travis Knight y la pareja de Cristina Gallego y Ciro Guerra. Zhao se acercó a Marvel Studios para hacer la película ya que había sido fan del UCM. Quería trabajar con el estudio para aportar su propia visión y la construcción del mundo a la franquicia, y los impresionó con una presentación que Feige describió como fascinante, con "montones de imágenes". Zhao trabajó con el productor Nate Moore para desarrollar su discurso. La presentación dejó a Marvel preocupados de que pudiera asumir un proyecto de gran estudio diferente en lugar de Eternals, lo que los obligó a moverse rápidamente para asegurarla, y Zhao fue contratada como directora en septiembre. Zhao esperaba llevar el alcance de la película más allá de Avengers: Endgame (2019), pero también quería que tuviera intimidad. Zhao describió la película como un crisol de influencias, del trabajo original de Kirby, proyectos previos del UCM, el fanatismo de Zhao por el UCM y su amor por la ciencia ficción y las películas de fantasía y el manga. Hablando específicamente de su amor por el manga, esperaba que esas influencias crearan un "matrimonio entre Oriente y Occidente". Zhao citó la serie de televisión Ancient Aliens, la serie de videojuegos Final Fantasy, los conceptos del libro de Yuval Noah Harari Sapiens: Una breve historia de la humanidad, y las películas de Terrence Malick como su inspiración para la película.
Marvel consideró a Eternals como una transición perfecta a su próxima fase de películas junto con proyectos como Capitana Marvel (2019), permitiendo al estudio elegir a un grupo diverso de actores para retratar a los distintos Eternos. Los documentos de planificación inicial de Moore para el proyecto incluyen el intercambio de géneros, sexualidades y etnias de algunos personajes de los cómics, con Zhao abogando aún más por este enfoque. En febrero de 2019, Feige reiteró que Marvel estaba interesado en los Eternos debido a la épica historia de Kirby, que abarca un siglo, con la versión cinematográfica abarcando 7.000 años y explorando el lugar de la humanidad en el cosmos. Zhao señaló que los Eternos "han vivido entre nosotros durante tanto tiempo, [tienen] las mismas luchas como la identidad, el propósito, la fe, la libertad personal versus el bien mayor, toda la dualidad y los defectos que nos hacen humanos". Al tratar de desarrollar una historia que abarcara tantos años, Marvel se dio cuenta de que los personajes probablemente serían una unidad familiar, con una amistad que "se convertiría en amigos-enemigos y luego en enemigos, y luego volvería a la amistad". Zhao también miró a la Tierra como el undécimo personaje de la película, narrando su viaje junto a los personajes de Eternals. Marvel también quería crear más películas en conjunto que no fueran películas cruzadas, como Guardianes de la Galaxia (2014), al tiempo que presentaba personajes relativamente desconocidos al público como lo hicieron con los personajes principales de esa película y Los Vengadores.

### Preproducción
A principios de 2019, Zhao comenzó a trabajar en un borrador del guion, basándose en los múltiples borradores presentados por los Firpos. Aproximadamente cuatro meses antes del rodaje, el guion no se finalizó, por lo que Moore le presentó a Patrick Burleigh, que había sido parte del programa de escritores de Marvel, a Zhao con la esperanza de que pudiera ayudarlo con la escritura. Zhao lo contrató para trabajar en el guion, lo que hizo durante unos tres meses antes del rodaje. Burleigh creía que Zhao necesitaba escribir sobre la película y dirigirla para "procesar la película a través de su propio filtro", y señaló que su borrador mostraba que estaba "tratando de hacer la versión Terrence Malick de una película de Marvel". Zhao citando su película El árbol de la vida como inspiración. Burleigh calificó su trabajo con Zhao en el guion principalmente como "estructural" para encontrar "el flujo de la película", comparando la historia con una película de viaje por carretera.
Angelina Jolie se unió al elenco en marzo de 2019, supuestamente como Sersi, con Kumail Nanjiani y Don Lee elegidos el mes siguiente para papeles no revelados. En ese momento, se esperaba que la película presentara al primer superhéroe gay de Marvel Studios. En mayo, Richard Madden entró en negociaciones para el papel de Ikaris, y Salma Hayek había iniciado negociaciones tempranas el mes siguiente para un papel no revelado. En julio, Variety informó que el elenco incluía a Jolie, Madden y Millie Bobby Brown, pero Brown negó que hubiera su participación.
En la Comic-Con de San Diego de 2019, Feige anunció oficialmente Eternals con fecha de estreno para el 6 de noviembre de 2020. Anunció oficialmente el casting de Jolie como Thena, Nanjiani como Kingo, Lee como Gilgamesh, Madden como Ikaris y Hayek como Ajak, junto con Lauren Ridloff como Makkari, Brian Tyree Henry como Phastos y Lia McHugh como Sprite. Zhao buscó actores para cada papel que pudieran "encontrar un poco de sí mismos en su personaje". Feige agregó que uno de estos actores estaba interpretando a un personaje LGBTQ, y el actor Haaz Sleiman más tarde reveló que Phastos era representado como gay en la película. Sleiman interpreta al marido del personaje y la pareja tiene un hijo en la película. Sleiman sintió que era importante representar "cuán amorosa y hermosa puede ser una familia queer" en lugar de la descripción "sexual o rebelde" en algunos medios anteriores. Feige dijo que la relación "siempre fue algo inherente a la historia" y sintió que estaba "extremadamente bien hecha" en la película, mientras que Sleiman dijo que era una descripción "reflexiva".
Eternals se sitúa unos ocho meses después de los acontecimientos de Avengers: Endgame, y aborda por qué los Eternals no interfirieron en ningún conflicto pasado en el UCM. Tanto Feige como Moore dijeron que la película tendría "un gran efecto dominó" en el futuro del UCM y, a veces, fue "un desafío" equilibrar la naturaleza del UCM con la "grandeza mítica" de la propiedad de los Eternos.

### Rodaje
Para el anuncio oficial de la película en julio de 2019, la fotografía principal ya había comenzado en Pinewood Studios en Buckinghamshire, Inglaterra. Ben Davis se desempeñó como director de fotografía, después de hacerlo en varias películas anteriores del UCM. Zhao dijo que Marvel Studios le permitió la libertad creativa para rodar la película en locaciones, "exactamente de la forma en que ella quería rodar". Pudo usar un estilo similar a sus películas anteriores, incluidas tomas de 360° y trabajar con la misma cámara y equipos que se usaron para su película Nomadland (2020), que Zhao estaba preparada para completar al mismo tiempo con The Eternals. Zhao sintió que "tuvo suerte porque Marvel quiere correr riesgos y hacer algo diferente". Zhao citó El renacido (2015) como una influencia principal al componer las secuencias de acción de la película.
Gemma Chan y Barry Keoghan estaban en conversaciones para unirse al elenco en agosto de 2019. Chan interpretó previamente a Minn-Erva en Capitana Marvel (2019), pero los informes señalaron que Marvel potencialmente la estaba considerando para interpretar un personaje separado en esta película. Desde que Minn-Erva muere en esa película, Chan había sentido que era poco probable que regresara al UCM, pero después de trabajar en la película, Feige le dijo que el estudio quería "hacer un mejor uso" de ella en un proyecto futuro. Esto llevó a Chan a hacer una audición para Sersi, una de las últimas actrices en ser consideradas para el papel. Chan luego describió a Sersi como el papel más difícil para elegir una actriz que la interpretara, de la película. Se confirmó que Chan y Keoghan participarían en la película en la D23 Expo en agosto de ese año, en los papeles de Sersi y Druig, respectivamente, junto con Kit Harington como Dane Whitman. Chan dijo que ella y Marvel Studios se sorprendieron del poco tiempo que pasó después de Capitana Marvel para un nuevo papel en el UCM, y ambos asumieron que habría sido un proyecto más en el futuro. Harish Patel fue elegido a fines de agosto como Karun, mánager de Kingo, y filmó su papel desde septiembre de 2019 hasta enero de 2020.
A principios de noviembre, el rodaje tuvo lugar en las Islas Canarias. El elenco y el equipo de rodaje, incluidos Jolie y Madden, tuvieron que ser evacuados de un lugar de rodaje en la isla de Fuerteventura cuando se encontró un artefacto explosivo allí. Se pensaba que el dispositivo era un armamento remanente de una base nazi. Más tarde ese mes, Zain Al Rafeea se unió al elenco. A principios de enero de 2020, el rodaje tuvo lugar fuera del Museo de Historia Natural de la Universidad de Oxford en Oxford, Inglaterra, así como en Hampstead Heath y en Camden en Londres, bajo el título de trabajo Sack Lunch. Chan dijo que el proceso de rodaje se sintió muy diferente a lo que experimentó en Capitana Marvel, y explicó que Eternals filmó más en locaciones y utilizó luz natural mientras que Capitana Marvel tuvo más trabajo de estudio y pantalla azul. El rodaje concluyó el 4 de febrero de 2020.

### Posproducción
En marzo de 2020, Scanline VFX, una de las empresas que trabajó en los efectos visuales de la película, confirmó que trabajarían de forma remota debido a la pandemia de COVID-19. Industrial Light & Magic, Luma Pictures, RISE y Weta Digital también trabajaron en los efectos visuales de la película. A principios de abril, Disney cambió gran parte de su lista de películas de la Fase Cuatro debido a la pandemia, trasladando la fecha de estreno de Eternals al 12 de febrero de 2021. En agosto, el título de la película se acortó oficialmente de The Eternals a Eternals, y al mes siguiente, la fecha de estreno se retrasó hasta el 5 de noviembre de 2021. Nuevas filmaciones se llevaron a cabo a mediados de noviembre de 2020.
La filmación adicional ocurrió en Los Ángeles a principios de febrero, también bajo el título provisional de Sack Lunch. Dylan Tichenor y Craig Wood se desempeñaron como coeditores de la película. Tichenor dijo que Zhao generalmente edita sus propias películas y tiene "opiniones firmes", pero en Eternals confiaba en Tichenor y Wood debido al tamaño de la producción y la temporada de premios en curso para Nomadland. Tichenor agregó que Zhao respetaba la experiencia de edición y el punto de vista de la pareja, e hicieron su primer corte de la película sin mucha participación de ella. Comenzaron a ajustar la película basándose en los comentarios de Zhao y todavía estaban trabajando en la edición en abril de 2021. A finales de mes, Zhao dijo que la edición de la película estaba en su "tramo final", y se reveló que Jashaun St. John aparecería en la película, después de haber protagonizado previamente la película de Zhao, Songs My Brothers Taught Me (2015).
A finales de mayo de 2021, con el lanzamiento del primer avance y póster de la película, se revelaron los créditos oficiales de escritura: Zhao fue acreditada como guionista, tanto como colaboradora en solitario como parte de un equipo de guionistas con Burleigh, mientras que Ryan y Kaz Firpo recibieron crédito por la historia. Además, se reveló que Gil Birmingham aparecería en la película. En julio de 2021, el Writers Guild of America West presentó los créditos finales de escritura de la película, otorgando crédito de guion a Ryan y Kaz Firpo junto con Zhao y el equipo de Zhao y Burleigh, además de su crédito de historia. Moore creía que el estudio había "mordido todo lo que podíamos masticar" con la película, creando una que "se sentía urgente y presente y tenía un ritmo [rápido], pero también tomó tiempo para reflexionar sobre los siglos".
En el estreno mundial de la película, Matt Donnelly, de Variety, tuiteó que Harry Styles aparecía en una escena poscréditos como Eros, el hermano de Thanos en los cómics, que no se mostró en las primeras proyecciones de prensa de la película. Zhao más tarde reveló que ella "estuvo al tanto de [Styles]" desde su aparición en la película Dunkerque (2017), de Christopher Nolan, creyendo que él "me hace pensar en Eros como un personaje". La luchadora de WWE, Becky Lynch tuvo un papel en la película para una escena posterior a los créditos planificada que tenía la intención de establecer un proyecto futuro. Se eliminó la escena porque, según los informes, era "demasiado deprimente".

### Doblaje
| Actor original (Estados Unidos) | Personaje         | Actor de doblaje (España) |
| ------------------------------- | ----------------- | ------------------------- |
| Gemma Chan                      | Sersi             | Ana Pallejá               |
| Richard Madden                  | Ikaris            | Antonio Cremades          |
| Kumail Nanjiani                 | Kingo             | Raúl Rodríguez            |
| Lia McHugh                      | Sprite            | Daniela Portugués         |
| Brian Tyree Henry               | Phastos           | Mark Ullod                |
| Barry Keoghan                   | Druig             | David García Llop         |
| Don Lee                         | Gilgamesh         | Alex Meseguer             |
| Kit Harington                   | Dane Whitman      | Eduardo Bosch             |
| Salma Hayek                     | Ajak              | Alicia Laorden            |
| Angelina Jolie                  | Thena             | Nuria Mediavilla          |
| Bill Skarsgård                  | Kro, el desviante | Eduard Doncos             |
| David Kaye                      | Arishem el Juez   | Eduard Itchart            |

## Música
Ramin Djawadi fue el encargado de componer la banda sonora de la película, después de haberlo hecho anteriormente para Iron Man (2008). Dos canciones de la banda sonora de la película, «Across the Oceans of Time» y «Eternals Theme», se lanzaron como sencillos el 22 de octubre de 2021, mientras que el álbum completo se lanzó el 3 de noviembre.
| Eternals (Original Motion Picture Soundtrack) |                                |          |  |
| N.º                                           | Título                         | Duración |  |
| 1.                                            | «Eternals Theme»               | 3:47     |  |
| 2.                                            | «It Is Time»                   | 2:17     |  |
| 3.                                            | «Mission»                      | 4:30     |  |
| 4.                                            | «Somewhere in Time»            | 1:39     |  |
| 5.                                            | «The Domo»                     | 1:57     |  |
| 6.                                            | «Joie De Vivre»                | 2:13     |  |
| 7.                                            | «Celestials»                   | 6:46     |  |
| 8.                                            | «Life»                         | 5:22     |  |
| 9.                                            | «Not Worth Saving»             | 2:49     |  |
| 10.                                           | «Remember»                     | 5:32     |  |
| 11.                                           | «Across the Oceans of Time»    | 3:50     |  |
| 12.                                           | «This Is Your Fight Now»       | 2:46     |  |
| 13.                                           | «Audience with Arishem»        | 5:33     |  |
| 14.                                           | «Isn't It Beautiful»           | 2:38     |  |
| 15.                                           | «I Have Been Waiting for This» | 3:23     |  |
| 16.                                           | «Emergence Sea»                | 2:22     |  |
| 17.                                           | «Eternal Loss»                 | 3:24     |  |
| 18.                                           | «A Wish»                       | 2:41     |  |
| 19.                                           | «Earth Is Just One Planet»     | 1:39     |  |
| 20.                                           | «Nach Mera Hero»               | 3:09     |  |

## Marketing

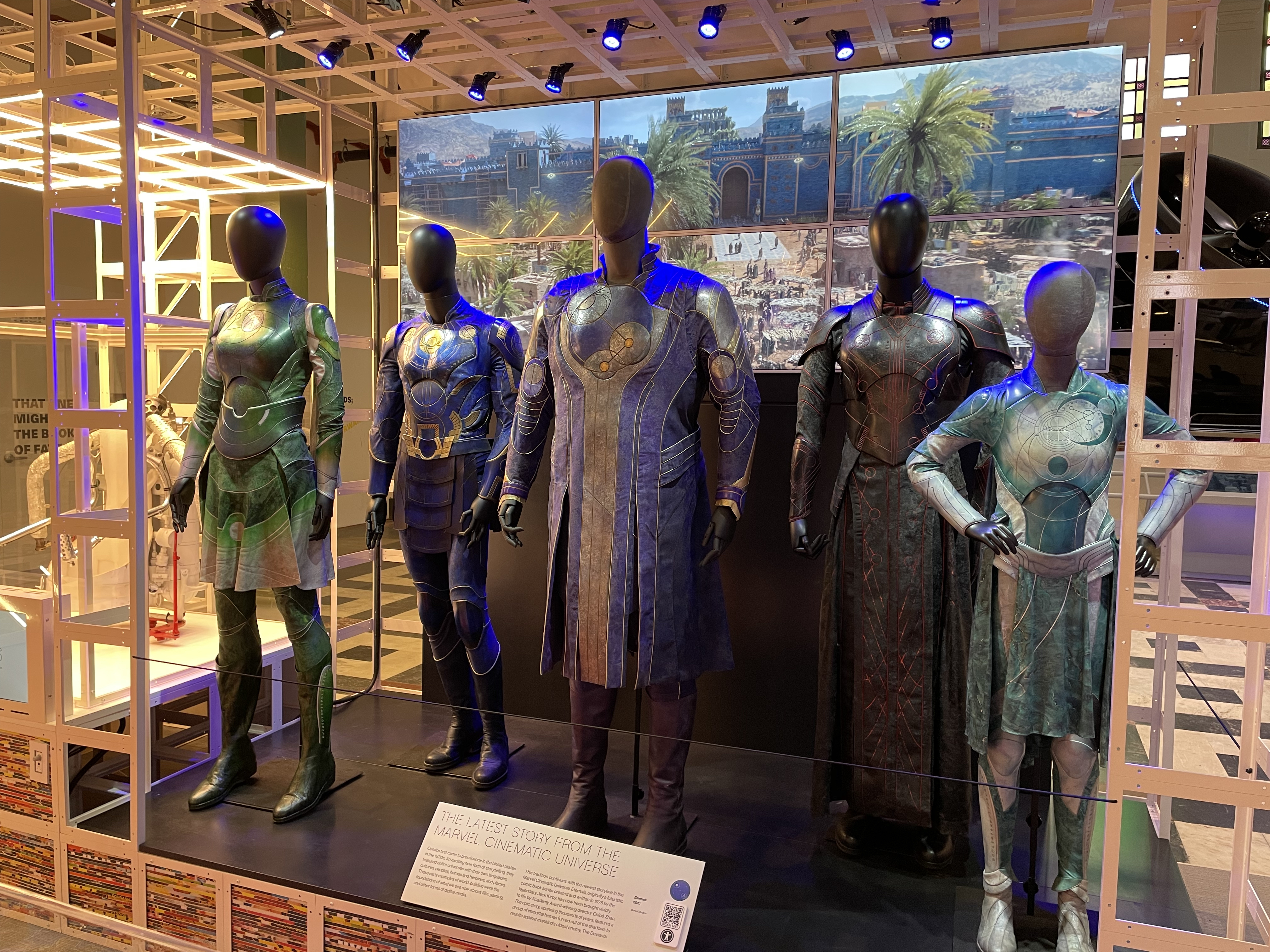
Trajes selectos de la película expuestos en la exposición Futuros en el Smithsonian Institute.

El primer metraje de la película se lanzó en mayo de 2021 como parte de un video promocional de Marvel Studios celebrando sus películas y un regreso a las salas de cine. Aunque el metraje era limitado y "vago", Hoai-Tran Bui de /Film todavía sentía que era "muy emocionante". Chaim Gartenberg de The Verge sintió que uno de los momentos más importantes del metraje fue ver a Jolie empuñando una espada hecha de luz. También se sintió alentado de que Eternals parecía ser una de las primeras películas de Marvel en "cumplir [su] promesa de años de crear películas con elencos más diversos". Michael Arbeiter de Nerdist dijo que el metraje fue rápido, pero sintió que "logra un aire de asombro".
El primer avance de la película se lanzó el 24 de mayo de 2021. Gartenberg sintió que el avance era ligero en elementos de la trama, centrándose en cambio en el "alcance que abarca la civilización del equipo de superhéroes y sus miembros a lo largo de la historia humana". También creía que la película era "un gran cambio" de Marvel Studios para atraer al público con una propiedad de cómics menos conocida, pero creía que tendría éxito debido a su diverso elenco de actores conocidos y al estatus de Zhao como "uno de las directoras más emocionantes que existen". Charlies Pulliam-Moore de io9 sintió que el tráiler era un "resumen de la historia de la Tierra que abarca varios milenios", y dijo que no estaba claro cuánto el UCM impactaría en la película fuera de una breve referencia a los Vengadores al final del tráiler. Escribiendo para Entertainment Weekly, Nick Romano sintió que el teaser era una combinación de "momentos emocionantes que provocan la piel de gallina" y algunas chistes. Erik Adams de The A.V. Club sintió que el anuncio provocó algunos ángulos nuevos para el UCM de una manera similar a Thor: Ragnarok (2017) y Guardianes de la Galaxia (2014), y disfrutó de las imágenes del baile de Bollywood de Kingo, Sprite en el karaoke y la escena final de los Eternos comiendo juntos y bromeando sobre los Vengadores. Después de ver el teaser, Adam B. Vary de Variety describió la película como "sin duda una película de Chloé Zhao", pero deseaba que aparecieran más escenas de acción en el teaser para ver cómo Zhao los abordaría en la película. Adele Ankers de IGN habló sobre el póster que se lanzó al mismo tiempo que el tráiler, destacando cómo los Eternos aparecen en silueta sobre un fondo iluminado por el sol que describió como "otra muestra del estilo de filmación característico de Chloé Zhao y el uso de la luz natural para iluminar un fotograma" que se vería en la película. Tras su lanzamiento, el teaser se convirtió rápidamente en el video de tendencia número uno en YouTube y acumuló 77 millones de visitas globales en sus primeras 24 horas. El presidente de marketing de Disney, Asad Ayaz, dijo que el teaser fue diseñado para ser solo una introducción a los personajes y el tono y no revelar gran parte de la película, y agregó que el equipo de marketing sería "muy juicioso" sobre cuándo se revelaría más material, aunque también usando los estrenos de Black Widow y Shang-Chi y la leyenda de los Diez Anillos antes de Eternals para ayudar a exponer al público a los personajes.
El tráiler final fue lanzado en agosto de 2021, con Ethan Shanfeld y Manori Ravindran de Variety sintiendo que era "más serio en tono" que el teaser con los Eternals "lidiando con la perspectiva de emerger después de siglos viviendo separados para ayudar a los humanos". Devan Coggan, de Entertainment Weekly, consideró que el tráiler era "el mejor vistazo hasta ahora" de la película y dio una "sensación de la gran escala y alcance de la película", al tiempo que respondió "una pregunta importante" sobre la ausencia de los Eternos durante el conflicto contra Thanos en Avengers: Infinity War y Avengers: Endgame. Aaron Couch de The Hollywood Reporter dijo que el tráiler "revela gran parte de la trama [de la película], así como los poderes de sus personajes, provocando las respuestas a preguntas clave sobre a quién responden los Eternos, su relación con la Tierra y por qué finalmente no intervinieron" en el conflicto contra Thanos.
En octubre de 2021, Lexus lanzó un comercial promocionando la película y su sedán deportivo Lexus IS 500, protagonizado por Nanjiani como Kingo, con los frecuentes directores del UCM, Joe y Anthony Russo, guiando su desarrollo y Framestore trabajando en los efectos visuales. Lexus creó diez prototipos de automóviles basados en los diez personajes de la película. Además, el IS 500 y el Lexus NX aparecieron en la película. A partir del 20 de noviembre de 2021, disfraces selectos de la película formaron parte de la exhibición Futures en el Edificio de Artes e Industrias del Smithsonian Institution, que estuvo abierto hasta julio de 2022. También se incluyeron en la exhibición contenido de escenas que analizan la evolución de las imágenes de la película, así como una experiencia de realidad aumentada.

## Estreno

### En cines
Eternals tuvo su estreno el 18 de octubre de 2021, en el Dolby Theatre de Hollywood, Los Ángeles, y se proyectó en el Festival de Cine de Roma, el 24 de octubre de 2021. Se estrenó en muchos países europeos el 3 de noviembre, en Latinoamérica el 4 de noviembre y en Estados Unidos y Reino Unido, el 5 de noviembre en RealD 3D y 4DX. En septiembre de 2021, Disney anunció que la película tendría un estreno exclusivo en cines durante un mínimo de 45 días. Anteriormente, su estreno estaba programado para el 6 de noviembre de 2020, antes de que se cambiara al 12 de febrero de 2021, y luego a la fecha de noviembre de 2021, debido a la pandemia de COVID-19. La película forma parte de la Fase Cuatro del UCM.

### Censura
En mayo de 2021, un informe de los medios estatales chinos excluyó a Eternals, así como a Shang-Chi y la leyenda de los Diez Anillos, de su lista de próximos estrenos de películas del UCM, que Variety señaló que "se sumó a los rumores" de que las películas no se estrenarían en China, especialmente desde que Zhao se había convertido en "una inesperada persona non grata" en el país después de ganar el Óscar por Nomadland. Para septiembre de 2021, Deadline Hollywood informó que seguía siendo "una pregunta abierta" si el gobierno chino o Zhao intentarían "rehabilitar" la situación, pero "parece probable" que la película no se estrene en China luego de la respuesta del país a Nomadland, ya que Shang-Chi y la leyenda de los Diez Anillos probablemente no se estrenara en el país luego de la reacción de los comentarios hechos por la estrella Simu Liu en 2017.
La película no se estrenó en Arabia Saudita, Kuwait, Catar, Baréin y Omán debido a la representación de Phastos y su esposo. Sin embargo, los cines de los Emiratos Árabes Unidos, Jordania, Líbano y Egipto mostraron una versión editada de la película en la que faltan todas las escenas de amor. Angelina Jolie criticó la decisión de los países de prohibir la película, diciendo: "Estoy triste por [esas audiencias]. Y estoy orgullosa de Marvel por negarse a eliminar esas escenas. Todavía no entiendo cómo vivimos en un mundo de hoy donde todavía hay [personas que] no verían la familia que tiene Phastos y la belleza de esa relación y ese amor. Cómo alguien está enojado por eso, amenazado por eso, no lo aprueba o lo aprecia es ignorante". El actor libanés Haaz Sleiman, que interpretó al esposo de Phastos, Ben, en la película, también expresó la misma reacción hacia el asunto: "Se mantuvieron firmes y dijeron: 'No, no vamos a comprometer la integridad de nuestra película'. Hizo que estos países árabes parecieran tan ignorantes y patéticos. No tengo respeto por esos gobiernos. Han demostrado al mundo que no solo son una vergüenza para la humanidad, sino también para Dios. Con suerte, esto inspirará al pueblo saudí, al pueblo kuwaití y la gente en Qatar para defenderse". Marvel acordó luego cortar cualquier tipo de escenas de amor, incluido el beso de la pareja gay para el estreno de la película en Indonesia, lo que recibió elogios de la Junta de Censura Cinematográfica de Indonesia (LSF).

### Medios domésticos
Eternals comenzó a estar disponible en Disney+, el 12 de enero de 2022, con la opción de ver la versión cinematográfica de la película o una versión mejorada de IMAX. Los comentarios de audio y las funciones adicionales adicionales para la película se agregaron a Disney+ en marzo de 2022. Se estrenó en Ultra HD Blu-ray, Blu-ray y DVD, el 15 de febrero. Los medios domésticos incluyen comentarios de audio, escenas eliminadas, un rollo de bloopers y varios contendidos detrás de escena.
Según Samba TV, Eternals fue vista por 2 millones de hogares estadounidenses durante sus primeros cinco días en Disney+. Eternals también fue la transmisión principal película para espectadores en los Estados Unidos para la semana que finaliza el 16 de enero de 2022, según TV Time de Whip Media.

## Recepción

### Taquilla
Eternals había recaudado $164,9 millones de dólares en Estados Unidos y Canadá, y $237,2 millones en otros territorios, para un total mundial de $402,1 millones de dólares. En su fin de semana de estreno, la película ganó $162 millones de dólares a nivel mundial, convirtiéndose en el segundo fin de semana de estreno mundial más grande durante la pandemia de COVID-19 para una película de Hollywood, de los cuales IMAX contribuyó con más de $13,6 millones de dólares.

#### Preventa de boletos y proyecciones
Las ventas anticipadas de boletos para Eternals se estimaron en $2.6 millones de dólares en sus primeras 24 horas, superando las de Shang-Chi y la leyenda de los Diez Anillos ($1.4 millones) y Black Widow ($2 millones) durante el mismo período de tiempo, mientras que AMC Theatres tuvo las mayores ventas de primer día de 2021 para la película. En noviembre, Fandango informó que las preventas de Eternals habían sido las segundas más grandes de 2021, detrás de Black Widow. En octubre de 2021, Boxoffice Pro había proyectado inicialmente que la película ganara entre 82 y 102 millones de dólares durante el fin de semana de estreno, y entre 210 y 280 millones de dólares en taquilla nacional total. A finales de mes, BoxofficePro modificó sus proyecciones a entre 67-92 millones de dólares para el fin de semana de estreno de la película, y alrededor de 165-215 millones de dólares en taquilla nacional total, debido a una recepción crítica mixta. Según Deadline Hollywood, se esperaba que Eternals ganara 75 millones de dólares en su fin de semana de estreno nacional y alrededor de 150 millones de dólares a nivel mundial.

#### Rendimiento
En Estados Unidos y Canadá, Eternals ganó $30.7 millones de dólares en su día de apertura, lo que incluyó $9.5 millones de los avances del jueves por la noche, marcando el tercer día de apertura más grande de la pandemia, detrás de Black Widow y Venom: Let There Be Carnage. Su primer fin de semana ganó 71,3 millones de dólares, lo que la convirtió en la mejor película del fin de semana. IMAX representó más de $7,6 millones del fin de semana. Esto marcó el cuarto fin de semana de apertura más grande de la pandemia. La cifra bruta del fin de semana de apertura nacional fue inferior a varias proyecciones previas al estreno. Deadline atribuyó esto a la recepción mixta general de la película por parte de la crítica y el público. En su segundo fin de semana, Eternals siguió siendo la mejor película, recaudando más de $27,5 millones de dólares de 2,2 millones de entradas al cine. Eternals es la séptima película más taquillera de 2021 en Estados Unidos.
Fuera de América del Norte, Eternals ganó más de $90,7 millones de dólares durante su primer fin de semana de estreno en 46 mercados. Fue el número uno en casi todos estos mercados. El bruto del fin de semana de apertura internacional había superado varias proyecciones previas al lanzamiento. IMAX contribuyó $6 millones de dólares de la apertura bruta, de proyecciones en 58 países. La película obtuvo la mayor apertura de la pandemia en Italia, Brasil y Hong Kong. En Corea del Sur, Eternals ganó 14,4 millones de dólares, marcando el debut más grande de una película de Hollywood en medio de la pandemia. En Rusia, la película obtuvo una apertura de $5,4 millones de dólares durante seis días. En su segundo fin de semana, Eternals ganó $48 millones de dólares en 49 mercados, una caída del 49%. Aun así, seguía siendo el número uno en muchos de estos territorios. El fin de semana siguiente, la película ganó 22,7 millones de dólares. Fue la mejor película del fin de semana a nivel internacional, permaneciendo como la mejor película en muchos territorios, incluidos todos los mercados de América Latina, excepto México. Al 28 de noviembre de 2021, los mercados más grandes de la película eran Corea del Sur ($26,4 millones), Reino Unido ($18,7 millones), Francia ($14,9 millones), México ($14,3 millones) y Brasil ($11,1 millones).

### Crítica
En el sitio web de reseñas Rotten Tomatoes, la película tiene un índice de aprobación del 47 % sobre la base de 411 reseñas, con una calificación promedio de 5.6/10. El consenso crítico del sitio web dice: "Una ambiciosa epopeya de superhéroes que se eleva más a menudo de lo que se esfuerza, Eternals lleva al MCU a intrigantes, y a veces confusas, nuevas direcciones". Sin embargo, tuvo una buena recepción por parte de la audiencia, alcanzado un índice de aprobación del 79% en ese mismo sitio. En Metacritic, la película tiene un puntaje promedio ponderado de 52 sobre 100, basado en 62 críticos, lo que indica "críticas mixtas o promedio". Tras su estreno, se convirtió en la película del MCU con la calificación más baja en ambos sitios web y la primera entrega en clasificarse como "podrida" en Rotten Tomatoes. El público encuestado por CinemaScore le dio a la película una calificación promedio de "B" en una escala de A+ a F, la calificación más baja para una película del MCU, y PostTrak informó que el 78 % de los miembros de la audiencia le dieron una calificación positiva, y el 60 % dijo que definitivamente lo recomendaría.
Charlotte O'Sullivan del Evening Standard describió la película como "lujosa" y "ambiciosa", y elogió las secuencias de lucha como "asombrosas, bellamente rítmicas y repletas de detalles". Robert Abele de TheWrap elogió la cinematografía y sintió "una seriedad en lo que está en juego en la ópera". Oliver Jones de Observer la calificó como "llena de maravillas y romance y alimentada por una agenda y audacia propia". Owen Gleiberman se sintió decepcionado por la ausencia del estilo cinematográfico de Zhao que dio forma a sus películas The Rider (2017) y Nomadland (2020) a "adoptar la convencionalidad expositiva directa del cine de Marvel", pero sintió que la película era un "reloj completamente divertido y gratificante". Moira Macdonald de The Seattle Times pensó que "tiene algunos puntos bastante lentos a mitad de la película y necesita desesperadamente un poco más de ingenio... lo que sí tiene es un estado de ánimo palpable e ingenioso; esta es una película llena de superhéroes que pasan el tiempo pensando y sintiendo, y de efectos especiales que no solo son enérgicos sino que a menudo son delicadamente elegantes".
Linda Marric de The Jewish Chronicle lo describió como "una mezcolanza de tonterías bien intencionadas, pero discordantemente verbosas y desconcertantemente incoherentes, que solo se salva gracias a algunas actuaciones medio decentes"; Nicholas Barber de BBC Culture calificó la dirección de Zhao de "efectiva"; y Clarisse Loughrey de The Independent dijo que "se esfuerza por lograr el mismo sentimiento expansivo" que Nomadland, "pero descubre que solo hay espacio suficiente para un estallido ocasional". Brian Truitt de USA Today elogió la "inclinación por los entornos naturalistas" de Zhao, pero escribió que la narrativa "lucha por hacer malabarismos con sus muchas tramas secundarias y trata de hacer demasiado". Mark Kennedy de Associated Press el diálogo y las escenas de lucha, pero elogió los efectos visuales y la actuación de Nanjiani. Shirley Li de The Atlantic sintió que "el delicado examen de sus personajes por parte de Zhao eclipsa a los momentos más aburridos y enrevesados de Eternals".
Robbie Collin escribió que la película estaba "constantemente involucrada en una especie de teatro de autenticidad implacable, haciendo todo lo posible para mostrarle que está haciendo todo lo que hace el cine adecuado, aunque ninguno de ellos aporta ningún beneficio perceptible"; Kevin Maher sintió "una extraña energía de autosabotaje en el corazón"; y Steve Rose de The Guardian se perdió "el ingenio despreocupado de las mejores películas de Marvel... como entrar en Avengers: Endgame sin haber visto ninguna de las entregas anteriores". K. Austin Collins de Rolling Stone consideró que la película era "buena para decirnos dónde mirar, para impresionarnos con su fabricado sentido de grandeza", pero carecía de "cualquier sentido creíble de lo que realmente vale la pena ver". Justin Chang de Los Angeles Times se dio cuenta "deprimente de que acababa de ver uno de los más películas interesantes que Marvel hará alguna vez y, con suerte, la menos interesante que hará Chloé Zhao". Brian Lowry de CNN pensó que "los defectos estructurales de la película contrarrestan sus impresionantes efectos visuales y sus sólidas interpretaciones". Kyle Smith de National Review fue más duro y lo describió como "uno de los más tontos, cursis y trillados , y menos humano" de las películas del MCU.
La recepción mixta sorprendió a algunos comentaristas, dado el historial positivo del MCU y la aclamación del trabajo anterior de Zhao. Richard Newby de The Hollywood Reporter escribió que "gran parte de la crítica del trabajo de Kirby", que fue divisivo por su tema y su relación con el Universo Marvel más amplio, "ha seguido a Zhao en su adaptación". Comparó la respuesta divisiva con la de las películas del Universo extendido de DC de Zack Snyder, Man of Steel y Batman v Superman: Dawn of Justice (2016), escribiendo que ellos y Eternals comparte "un enfoque deconstructivo de los superhéroes y los obliga a cuestionar su propósito en el mundo, a través de ritmos narrativos meditativos y melancólicos, y un final trágico pero esperanzador". Este enfoque, sintió, subvirtió las expectativas de los críticos y del público, lo que hizo que revisaran la película con más dureza. Zhao abordó algunas de las críticas de la película, creyendo que parte de la división provino de todos "teniendo una crisis existencial" debido a la pandemia de COVID-19 y siendo la película una "crisis existencial, tanto para la humanidad como para Dios". También sintió que las reacciones de cómo la película incorporó sus sensibilidades cinematográficas con las de Marvel fueron "un testimonio de cuánto nos habíamos fusionado; lo incómodo que podría hacer que la gente se sintiera".

### Reconocimientos
La película recibió el Sello de Representación Auténtica de la Fundación de la Familia Ruderman por el papel de Ridloff como Makkari. El sello se otorga a películas y series que cuentan con actores con discapacidades que tienen al menos cinco líneas de diálogo. Eternals también fue una de las 28 películas que recibieron el reFrame Stamp para 2021, otorgado por la coalición de equidad de género ReFrame para películas que han demostrado tener una contratación equilibrada de género.
| Premio                                              | Fecha de ceremonia      | Categoría                                              | Receptor(es)                                                          | Resultado | Ref(s)          |
| --------------------------------------------------- | ----------------------- | ------------------------------------------------------ | --------------------------------------------------------------------- | --------- | --------------- |
| Portland Critics Association Awards                 | 17 de diciembre de 2021 | Mejores Efectos Visuales                               | Eternals                                                              | Nominada  | [ 165 ]         |
| Portland Critics Association Awards                 | 17 de diciembre de 2021 | Mejor película de Ciencia Ficción                      | Eternals                                                              | Nominada  | [ 165 ]         |
| Gold List Awards                                    | 18 de enero de 2022     | Mejor actriz en un papel principal                     | Gemma Chan                                                            | Ganadora  | [ 166 ] [ 167 ] |
| Hollywood Critics Association Awards                | 28 de febrero de 2022   | Mejores Efectos Visuales                               | Daniele Bigi, Matt Aitken, Neil Corbould y Stephane Ceretti           | Nominado  | [ 168 ] [ 169 ] |
| Latino Entertainment Journalists Association Awards | 6 de marzo de 2022      | Mejores efectos visuales                               | Eternals                                                              | Nominado  | [ 170 ]         |
| Visual Effects Society Awards                       | 8 de marzo de 2022      | Mejores efectos especiales (Prácticos) en una película | Neil Corbould, Keith Corbould, Ray Ferguson, Chris Motjuoadi          | Nominados | [ 171 ]         |
| Gold Derby Film Awards                              | 16 de marzo de 2022     | Mejores efectos visuales                               | Eternals - Stephane Ceretti, Matt Aitken, Daniele Bigi, Neil Corbould | Nominados | [ 172 ]         |
| Critics' Choice Super Awards                        | 17 de marzo de 2022     | Mejor película de superhéroes                          | Eternals                                                              | Nominado  | [ 173 ]         |
| Satellite Awards                                    | 18 de marzo de 2022     | Mejores Efectos Visuales                               | Matt Aitken, Daniele Bigi, Stephane Ceretti y Neil Corbould           | Nominados | [ 174 ]         |
| GLAAD Media Awards                                  | 2 de abril de 2022      | Mejor película                                         | Eternals                                                              | Ganador   | [ 175 ]         |
| Nickelodeon Kids' Choice Awards                     | 9 de abril de 2022      | Actriz favorita en película                            | Angelina Jolie                                                        | Nominada  | [ 176 ]         |
| BMI Film & TV Awards                                | 11 de mayo de 2022      | BMI Theatrical Film Awards                             | Ramin Djawadi                                                         | Ganador   | [ 177 ] [ 178 ] |
| Saturn Awards                                       | 25 de octubre de 2022   | Mejor Vestuario de Cine                                | Sammy Sheldon                                                         | Nominada  | [ 179 ]         |

## Especial documental
En febrero de 2021, se anunció la serie documental Marvel Studios: Assembled. El especial para esta película, Assembled: The Making of Eternals, se estrenó en Disney+, el 16 de febrero de 2022.

## Futuro
En octubre del 2021, Zhao dijo que estaba dispuesta a hacer una secuela. El mes siguiente, Kaz y Ryan Firpo expresaron interés en hacer una serie precuela para Disney+ que se centraría en un Eterno en un período de tiempo diferente en cada episodio, como un episodio sobre Thena en la antigua Grecia y uno sobre Kingo en la Mumbai de la década de 1890, donde equilibra su vida como estrella de cine con la movimiento independentista indio de Mahatma Gandhi del Dominio británico. También sintieron que había oportunidades para continuar la historia de la película explorando más a Dane Whitman y mostrando a los Eternos enfrentándose a los Celestiales. Chan dijo en enero de 2022 que volvería a interpretar el papel de Sersi en el futuro. Se le preguntó a Feige sobre el futuro de Styles en el MCU en julio y dijo que Marvel Studios estaba emocionado de explorar más a los personajes Eros y Pip como parte de las historias más cósmicas del MCU. Un mes después, Oswalt dijo que Marvel Studios había confirmado una secuela y que Zhao volvería a dirigir. Esperaba que explorara más a Eros y Pip, y expresó interés en una película derivada de los personajes. En octubre, Moore dijo que Marvel tenía la intención de traer de vuelta a los personajes de Eternals en el futuro de la serie. MCU. Nanjiani dijo al mes siguiente que no estaba al tanto de una secuela y creía que Oswalt estaba equivocado, pero expresó interés en retomar su papel como Kingo. La agencia de talento de Don Lee indicó en diciembre que volvería a interpretar su papel de Gilgamesh en una secuela de Eternals. Oswalt aclaró sus declaraciones en febrero de 2023, diciendo que no se estaba desarrollando una secuela en ese momento y que lo habían engañado al respecto.